# سانتا روسا
سانتا روسا (به اسپانیایی: Santa Rosa) شهری در کشور آرژانتین، استان لا پامپا است که در سال ۲۰۰۹ میلادی، حدود ۱۱۶٬۰۰۰ نفر جمعیت داشته‌است.

## نگارخانه

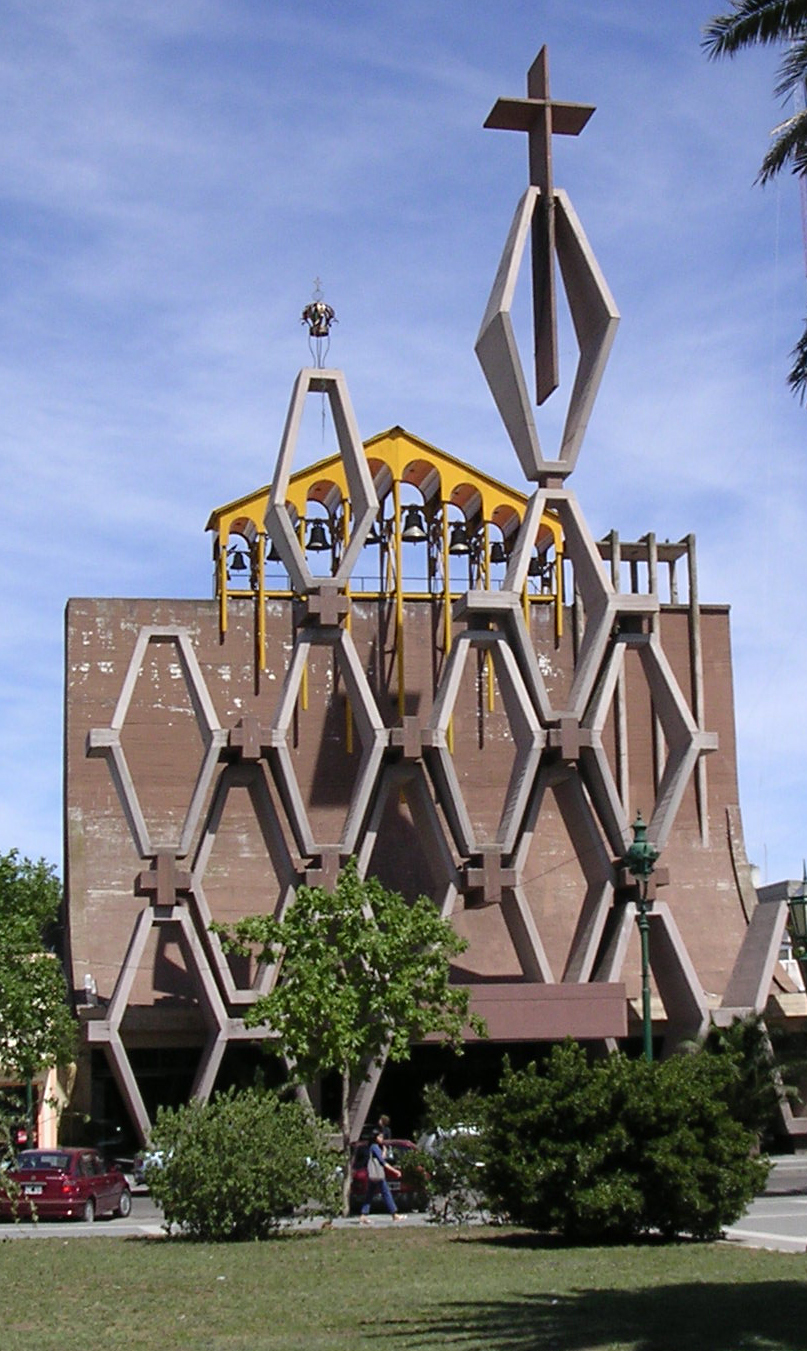
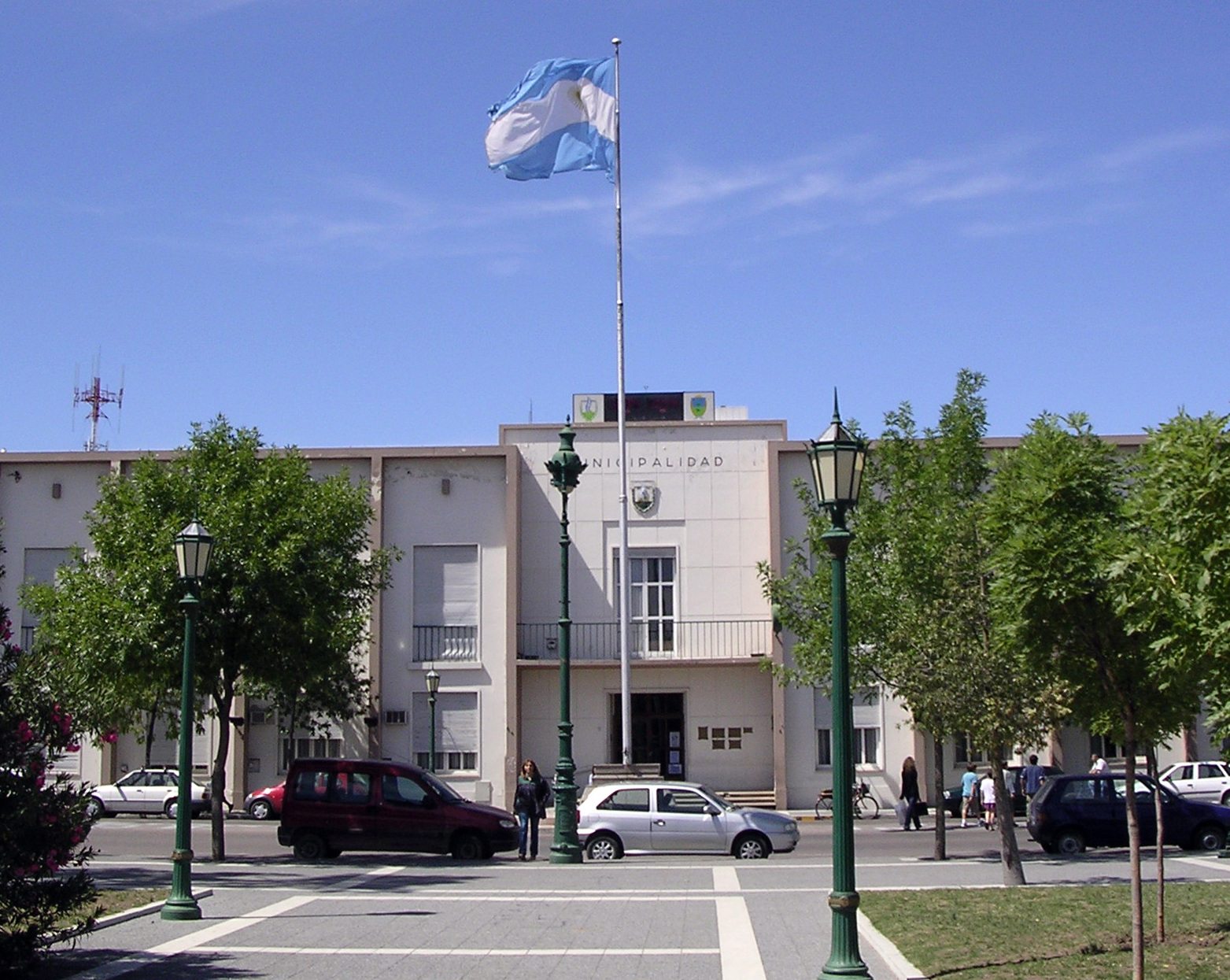
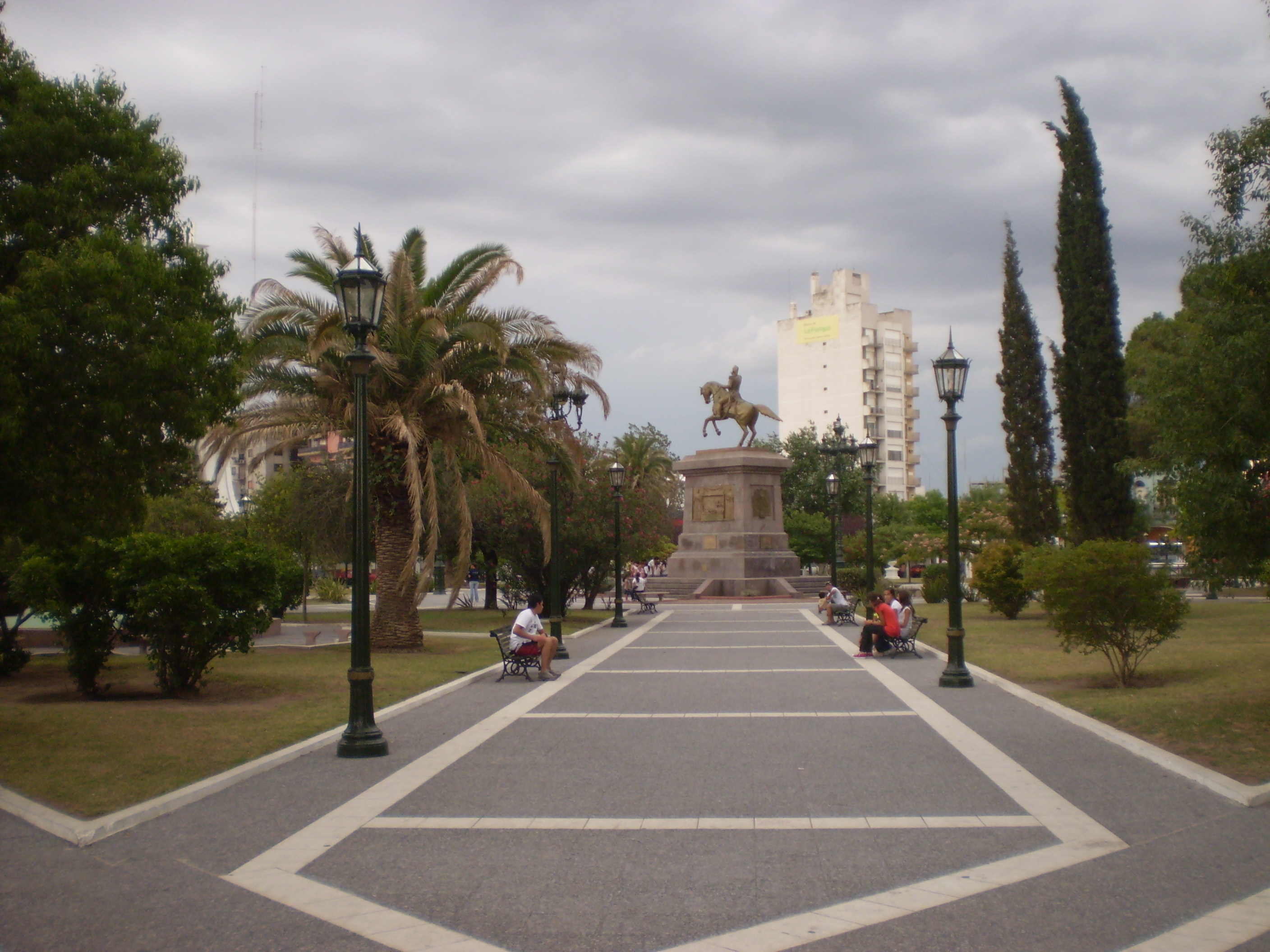